# Де Ла Хойя, Оскар
Оскар Де Ла Хойя (англ. Oscar De La Hoya; род. 4 февраля 1973, Монтебелло, Калифорния, США) — американский боксёр-профессионал, ставший чемпионом мира в шести весовых категориях. По количеству завоёванных титулов в разных весовых категориях уступает только Мэнни Пакьяо. Лучший боксёр вне зависимости от весовой категории (1997—1999) по версии журнала «Ринг». Также известен как боксёрский промоутер.
Олимпийский чемпион 1992 года в категории до 60 килограммов. Чемпион мира во второй полулёгкой (версия WBO, 1994), лёгкой (версия WBO, 1994—1995; версия IBF, 1995), первой полусредней (версия WBC, 1996—1997), полусредней (версия WBC, 1997—1999; версия WBC, 2000), первой средней (версия WBC, 2001—2003 и 2006—2007; версия WBA, 2002—2003) и средней (версия WBO, 2004) весовых категориях. В целом победил 25 боксёров за титул чемпиона мира в шести весовых категориях. Лучший боксёр вне зависимости от весовой категории (1997—1998) по версии журнала «Ринг». Занимает 15-е место в рейтинге лучших боксеров всех времен и народов вне зависимости от весовой категории по версии BoxRec.
Прозвище — «Золотой мальчик» (Golden Boy). 15 апреля 2009 года на пресс-конференции в Лос-Анджелесе объявил о завершении карьеры профессионального боксёра. Бои с его участием были куплены на кабельных телегигантах на сумму в 696,000,000 $. Основатель промоутерской компании Golden Boy Promotions. Оскар был женат на певице Милли Корретхер, до их расставания в 2016 году.

## Профессиональная карьера

### Второй полулёгкий вес
Дебют 19-летнего Оскара Де Ла Хойи на профессиональном ринге состоялся 23 ноября 1992 года. Его противнику Ламару Вильямсу не удалось продержаться и раунда. Та же судьба ждала и его следующего противника Клиффа Хикса. В 1993 году Де Ла Хойя выиграл 9 боев, 8 из которых нокаутом. В отличие от большинства молодых боксеров, начинающих свою карьеру со слабых оппонентов, Де Ла Хойя сразу начал встречаться с серьезными соперниками.
Чемпионские бои во 2-м полулёгком весе
5 марта 1994 года, в своём всего лишь в 12-м профессиональном поединке, 21-летний Оскар выиграл свой первый титул чемпиона мира по версии WBO во 2-м полулёгком весе, избив небитого Джимми Бредала пока врач не остановил поединок после 10 раунда.
27 мая 1994 года Де Ла Хойя защитил свой титул от небитого Джорджо Кампанеллы. В этом бою Оскар успел побывать в нокдауне в начале 1 раунда от встречного левого хука, но чемпион собрался и держал соперника на дистанции. В конце 2 раунда Золотой Мальчик отправил Кампанеллу в нокдаун. Кампанелла встал, но снова упал под гонг от стремительной атаки Оскара. В 3 раунде, после того как Кампанелла упал второй раз подряд за раунд, его угол просигналил об остановке боя, бросив на ринг полотенце. Рефери остановил поединок.

### Лёгкий вес
Чемпионские бои в лёгком весе
После защиты титула Оскар поднялся в следующую весовую категорию.
29 июля 1994 года Золотой Мальчик встретился с чемпионом в лёгком весе по версии WBO Хорхе Паэсом. Де Ла Хойя во 2-м раунде провёл точный левый боковой в челюсть, после которого Хорхе Паэс был нокаутирован.
В 1994 и 1995 годах Золотой мальчик провёл три успешные защиты, победив техническим нокаутом Карла Гриффита, Джона Авилу и взял верх по очкам над Джон Джоном Молиной, который был чемпионом по версии IBF во 2-м полулёгком весе, но ради боя с Де Ла Хойей он перешёл в лёгкий вес.
Объединительный бой с Рафаэлем Руэласом
6 мая 1995 года в Сизарс-пэлас состоялся объединительный бой между 22-летним Оскаром Де Ла Хойей (17-0-0, 15 КО) и чемпионом мира по версии IBF 24-летним Рафаэлем Руэласом (43-1-0, 33 КО). Бой примечателен тем, что он стал первым PPV поединком в карьере Золотого Мальчика. Оскар доминировал в первом раунде и во втором Рафаэл был отправлен в тяжёлый нокдаун коронным левым хуком Де Ла Хойи . Руэлас встал, но Оскар быстро уронил его после продолжения, пробив точный удар правой рукой. После второго нокдауна Де Ла Хойя снова пошёл в атаку и бил уже беззащитного Руэласа, заставив рефери прекратить бой. Де Ла Хойя стал обладателем более значимого титула IBF. Однако вскоре он от него отказался.
В сентябре 1995 года Де Ла Хойя защитил титул WBO от небитого Хенаро Эрнандеса (32-0-1, 16 КО), который отказался от титула WBA во 2 полулёгком весе, чтобы встретиться с Де Ла Хойей. После 6 раунда Эрнандес отказался продолжать бой из-за сломанного носа.
15 декабря 1995 года в Мэдисон-сквер-гарден Оскар провёл шестую и заключительную защиту титула WBO в лёгком весе против Джесси Джеймса Лейхи. Де Ла Хойя дважды ронял Джесси левым хуком во 2-м раунде. После 2 раунда Джесси Джеймс Лейха отказался от продолжения поединка.

### Первый полусредний вес
9 февраля 1996 года нокаутировал Даррела Тайсона во 2 раунде ударом по печени. Де Ла Хойя в тот вечер выступал в одном карде с легендарным Хулио Сесар Чавесом. Де Ла Хойя и Чавес оба победили в своих поединках и договорились встретиться друг с другом в июне того же года.

### Бой сХулио Сесаром Чавесом(1996)
Место проведения:  Сизарс-пэлас, Лас-Вегас, Невада, США
Результат: Победа Де Ла Хойи техническим нокаутом в 4-м раунде 2:37
Статус: Чемпионский бой за титул WBC в первом полусреднем весе (5-я защита Чавеса)
Рефери: Джо Кортес
Счёт судей (оценка после 3 раунда): Анек Гонктонгкам (30—27), Дэниель Ван Дель Вил (30—27), Ларри О’Конелл (30—27) — все в пользу Де Ла Хойи
Вес: Чавес 63,5 кг; Де Ла Хойя 63,5 кг
Предыстория:
Непобеждённый 23-летний Оскар Де Ла Хойя (21-0-0, 19 КО) уже выигрывал титулы чемпиона мира в двух дивизионах и собирался завоевать титул в третьей весовой категории. В 1996-97 годах наблюдался пик карьеры Оскара Де Ла Хойи. 33-летний Чавес (96-1-1, 78 КО), тем временем, собирался проводить 99-й бой на профессиональном ринге и обладал одним из самых впечатляющих рекордов в истории бокса, достигнув фантастического рекорда 87-0-0 и завоевав четыре мировых титула в трёх дивизионах за свою 16-летнюю карьеру. Чавес являлся для Оскара кумиром его детства. Встреча была очень ожидаемой, некоторые даже называли это самым большим боем в истории латиноамериканского бокса. Несмотря на огромное преимущество в опыте мексиканца над Де Ла Хойей, шансы Чавеса оценивались как 2:1 в пользу Золотого Мальчика. Хотя оба бойца были мексиканского происхождения, большинство мексиканских и мексиканско-американских фанатов отдавали предпочтение Чавесу. В рекламных акциях их боя Де Ла Хойя был в основном освистан испаноязычным населением Феникса, Сан-Диего и даже его родного Лос-Анджелеса.
Бой:
Бой длился менее четырех раундов. Всего через минуту после начала боя Оскар провёл правый прямой, в результате которого вокруг глаза Чавеса образовалась огромная гематома. Бой был временно приостановлен. Хотя Чавес смог продолжить, он не смог набрать обороты и Де Ла Хойя доминировал до конца боя. В четвертом раунде Де Ла Хойя сломал ему нос левым боковым. К тому же гематома вокруг глаза Чавеса увеличивалась, Кортес снова остановил бой и отправил его к врачу Флипу Хомански. Хомански затем сообщил Кортесу, что Чавесу нельзя продолжать бой. Бой остановили, и Де Ла Хойе присудили победу техническим нокаутом в четвертом раунде.
Чемпионский бой против Мигеля Анхеля Гонсалеса:
18 января 1997 года Золотой мальчик провёл первый поединок в Thomas And Mack Center, что в последующем станет любимой ареной Оскара Де Ла Хойи (22-0-0, 20 КО), так как он вмещал наибольшее количество людей в Лас-Вегасе, против непобеждённого бывшего чемпиона WBC в лёгком весе и претендента № 1 в первом полусреднем весе 26-летнего Мигеля Анхеля Гонсалеса (41-0-0, 31 КО). Оскар уверенно выиграл по очкам.

### Бой сПернеллом Уитакером
- Место проведения:  Thomas and Mack Center, Лас-Вегас, Невада, США
- Результат: Победа Де Ла Хойи единогласным решением в 12-раундовом бою
- Статус: Чемпионский бой за титул WBC в полусреднем весе (9-я защита Уитакера)
- Рефери: Миллс Лейн
- Счет судей: Чак Джиампа (115—111), Джерри Рот (116—110), Дэлби Ширли (116—110) — все в пользу Де Ла Хойи
- Вес: Уитакер 66,22 кг; Де Ла Хойя 66,20 кг
- Трансляция: HBO TVKO
- Счёт неофициального судьи: Харольд Ледерман (103—104 Де Ла Хойя) — оценки после 11-го раунда
- Предыстория:

Это был бой между 2-м (Оскар) и 3-м (Пернелл) номером лучшего боксёра мира вне зависимости от весовой категории, наиболее известный как Pound for pound. 1-м номером был Рой Джонс. 33-летний Пернелл Уитакер (40-1-1, 17 КО) был чемпионом WBC в полусреднем весе в течение четырех лет, завоевал титулы чемпионов мира в четырех различных дивизионах и с 1989 года был одним из лучших боксёров мира вне зависимости от весовой категории, а авторитетный журнал The Ring (журнал) называл его самым лучшим бойцом планеты в течение трёх лет 1993-1995 годах. Молодой «лев», находящийся на пике формы, 24-летний Оскар Де Ла Хойя (23-0-0, 20 КО) был восходящей суперзвездой и успел покорить три весовых категории. План супер боя Уитакер-Де Ла Хойя стал актуален после победы Оскара над легендарным Хулио Сесар Чавесом, но сначала бойцы должны были победить их обязательных претендентов на титул WBC в полусреднем весе (Уитакеру) и в первом полусреднем (Де Ла Хойе). Оскар уверенно справился со своим соперником. Уитакеру нужно было защитить титул против небитого Диосбелиса Уртадо. У Пернелла возникли трудности в бою с Уртадо. Он дважды побывал в нокдауне в 1-м и в 6-м раундах и проигрывал по судейским запискам, но в 11 раунде Уитакер провёл удачный левый хук затем, заперев соперника у канатов, нанёс несколько безответных левых хуков, нокаутировав кубинца.
Бой:
12 апреля 1997 года, наконец, состоялся долгожданный бой между Оскаром Де Ла Хойей и чемпионом в полусреднем весе по версии WBC Пернеллом Уитакером. В течение боя Де Ла Хойя несколько раз менял стойку с правши на левшу. В конце 3-го раунда Уитакер во время атаки головой ударил противника в лоб. Де Ла Хойя прижался к канатам, а затем упал на канвас. Рефери Миллс Лейн не счёл это нокдауном. Он приостановил поединок и снял с Уитакера одно очко за удар головой. В конце 9-го раунда Уитакер выбросил встречный левый хук в голову противника. Удар прошёлся вскользь, но Де Ла Хойя не удержался и упал на колено. Рефери отсчитал нокдаун. Де Ла Хойя не согласился с решением Лейна. Комментатор HBO Ларри Мерчант счёл, что Де Ла Хойя не удержал баланс. По окончании поединка судьи единогласно отдали победу Де Ла Хойе. Уитакер был удивлён вердиктом. Решение было спорным. По нанесённым джебам Уитакер превзошёл Де Ла Хойю (191/232 и 45/160 соответственно), а по нанесённым силовым ударам Де Ла Хойя взял верх (146 попаданий у Де Ла Хойи и 72 попадания у Уитакера). После этого боя Уитакер больше никогда не становился чемпионом, а Оскар стал боксёром № 1 Pound for pound.
14 июня 1997 года Де Ла Хойя успешно защитил титул WBC против Дэвида Камау, победив чистым нокаутом во 2-м раунде.

### Бой сЭктором Камачо(1997)
- Место проведения:  Thomas and Mack Center, Лас-Вегас, Невада, США
- Результат: Победа Де Ла Хойи единогласным решением в 12-раундовом бою
- Статус: Чемпионский бой за титул WBC в полусреднем весе (2-я защита Де Ла Хойи)
- Рефери: Ричард Стил
- Счет судей: Анек Хонгтонгкам (118—108), Джон Кин (120—106), Чак Джиампа (120—105) — все в пользу Де Ла Хойи
- Вес: Де Ла Хойя 66,68 кг; Камачо 66,70 кг
- Трансляция: HBO TVKO
- Счёт неофициального судьи: Харольд Ледерман (120—106 Де Ла Хойя)
- Предыстория:

35-летний Эктор Камачо (63-3-1, 31 КО) был одним из лучших боксеров в 1980-х годах. Он выигрывал мировые титулы в полулегком, легком и первом полусреднем весах, но не проиграл ни одного крупного мирового титула с тех пор, как проиграл Феликсу Тринидаду в 1994 году. После этого поражения Камачо останется непобедимым в своих следующих 21 боях (20-0-1). 22 июня 1996 Эктор Камачо победил легендарного Роберто Дюрана, а 1 марта 1997 он нокаутировал в 5 раунде так же легендарного Шугара Рэя Леонарда, заставив уйти его на пенсию. После поражения Леонарда, Камачо публично бросил вызов Де Ла Хойе (25-0-0, 21 КО), если он победит Уитакера. Де Ла Хойя принял вызов Камачо.
Бой:
13 сентября 1997 года Де Ла Хойя вышел на ринг против Эктора Камачо. Де Ла Хойя с первого раунда был агрессором, постоянно атаковал Камачо и доминировал весь бой. Камачо был вынужден отступать и клинчевать. В конце 9-го раунда левым апперкотом попал в подбородок противника, а потом серией ударов в голову отправил его на настил. Камачо сразу же поднялся. Остаток раунда Камачо спасался в клинчах. В середине 12-го раунда Камачо вцепился клинчем в чемпиона и не хотел отпускать. Рефери за это снял с пуэрториканца очко. По итогам 12 раундов Де Ла Хойя победил с разгромным счетом.
Де Ла Хойя продолжил свой успех в 1997 году, выиграв свой пятый чемпионский бой за год, после победы над Уилфредо Риверой техническим нокаутом в 8 раунде. До этого боя Де Ла Хойя закончил рабочие отношения со знаменитым тренером Эмануэлем Стюардом, который, по его мнению, не провел достаточно времени с ним в подготовке к бою с Риверой. Чтобы заменить Стюарда, Де Ла Хойя выманил знаменитого тренера Джила Клэнси из отставки, чтобы сделать его новым тренером. С этого момента начался медленный спад Оскара Де Ла Хойи.
13 июня 1998 Оскар защитил титул в бою против Патрика Шарпантье, выиграв его в 3 раунде техническим нокаутом. До остановки боя, Шарпантье трижды побывал в нокдауне в 3 раунде. После этого боя, Оскар объявил о реванше с Хулио Сесар Чавесом.
Реванш против Хулио Сесара Чавеса II:
18 сентября 1998 года Де Ла Хойя вернулся в Thomas and Mack Center и провёл реванш против Хулио Сесара Чавеса (100—2—2, 80 KO). В отличие от первого поединка, в котором Чавес получил рассечение в начале первого раунда и не смог угнаться за более молодым и быстрым Оскаром, Чавес был гораздо более конкурентоспособным на этот раз. Бойцы провели несколько близких раундов, хотя во время остановки Де Ла Хойя имел явное преимущество, так как один судья опередил его со счетом 79-73 (семь раундов против одного), в то время как два других судьи поставили 78- 75 (пять раундов против двух, один четный). Де Ла Хойя снова открыл небольшое рассечение над левым глазом Чавеса. Восьмой и последний раунд боя был насыщен боевыми действиями, поскольку оба бойца обменялись ударами и выбросили 173 ударов за трёхминутку, при этом Де Ла Хойя попал 45 раз, а Чавес 38 раз. Однако, в конце восьмого раунда, Чавес пропустил несколько сильных ударов и его спас гонг от нокдауна. В перерыве угол Чавеса решил прекратить бой, официально предоставив Де Ла Хойе победу техническим нокаутом в восьмом раунде.

### Супер-бой сАйком Квортеем(1999)
- Место проведения:  Thomas and Mack Center, Лас-Вегас, Невада, США
- Результат: Победа Де Ла Хойи раздельным решением в 12-раундовом бою
- Статус: Чемпионский бой за титул WBC в полусреднем весе (6-я защита Де Ла Хойи)
- Рефери: Митч Халперн
- Счет судей: Кен Морита (116—112 Де Ла Хойя), Джон Кин (116—113 Де Ла Хойя), Ларри О’Коннелл (114—115 Квортей)
- Вес: Де Ла Хойя 66,68 кг; Куарти 66,50 кг
- Трансляция: HBO TVKO
- Счёт неофициального судьи: Харольд Ледерман (113—114 Квортей)
- Предыстория:

Многие специалисты бокса отмечали некий спад в карьере 26-летнего Оскара Де Ла Хойи (29-0-0, 24 КО). Это связывали с тем, что Оскар прекратил сотрудничество с Эмануэлем Стюардом. Как бы то ни было, Де Ла Хойя оставался первым номером рейтинга pound for pound и главной звездой мирового бокса. На горизонте уже давно «маячил» 29-летний Айк Квортей (34-0-1, 30 КО). Чемпион по версии WBA в полусреднем весе. Айк завоевал этот титул достаточно времени назад, в июне 1994. Он провёл семь успешных защит титула. Его рассматривали как настоящую угрозу звёздному американцу, так как Айк обладал пушечным ударом и он был натуральным полусредневесом, в отличие от Оскара, который пришёл в этот вес из более малых дивизионов. Поединок был ожидаемым. После очередной защиты своего пояса в бою с Хосе Луисом Лопесом, в конце 1997 года, Айк принял решение оставить титул. Ему необходимо было провести поединок с обязательным претендентом — Андреем Пестряевым, но вместо этого боец из Ганы сосредоточился на противостоянии с Оскаром. Переговоры шли достаточно долго.
Бой:
13 февраля 1999 года Оскар Де Ла Хойя, наконец, встретился с непобеждённым представителем Ганы Айком Квортеем и этот бой стал одним из самых зрелищных поединков Золотого Мальчика. В 1 раунде происходил дуэль джебов. Квортей выбросил больше, но попал меньше. В Концовке Оскар агрессивно атакует по корпусу серией. Квортей сумел их сблокировать, но тем не менее эффектная агрессия позволила взять Оскару раунд. Во 2 раунде Квортей пошёл вперед и давил джебом. В концовке завязался размен, в котором преуспел Айк. В 3 раунде Де Ла Хойя активно начал раунд. Вновь наблюдалась эффектная агрессия Оскара, пусть и Айк блокировал удары. В концовке снова был размен, где оба имели успехи. 4 раунд был довольно близким. Шёл дуэль джебов. Оскар попал левым крюком и зацепил Айка справа. Квортей попал кроссом. В концовке Оскар выбросил серию ударов мимо цели. 5 раунд прошёл полностью под контролем Квортея, его жесткий джеб все чаще стал достигать цели, а в конце еще и удалось попасть хорошим правым прямым. В самом начале 6 раунда чемпион наконец-таки смог вывести себя на любимый левый сбоку и сбить Айка с ног. Нокадун. Казалось, Оскар переломил ход боя и теперь он будет владеть преимуществом. Квортей был потрясён, но быстро пришёл в себя. Де Ла Хойя попытался развить успех, пробивая длинные комбинации и пытаясь «насадить» противника на левый сбоку. Претендент хладнокровно защищался и спустя минуту уже сам отправил в нокдаун чемпиона. Оскар в нокдауне! Великолепный удар левой навстречу, как раз в тот момент, когда американец сам наносил удар левой рукой. Айк пошёл на добивание. Несколько раз он точно приложился правым прямым с дистанции и Де Ла Хойи пришлось держать его руки в клинче, чтобы прийти в себя и погасить активность жёсткого претендента. Квортей понял, что добить Оскара не получится и сбавил активность, экономя силы на вторую половину боя. Раунд закончился под яростные крики зрителей в Лас-Вегасе. Квортей контролирует 7 раунд раунд за счет джеба. В концовке был размен, в котором преуспел Квортей. 8 раунд снова был близким. Квортей в первой половине вновь по тому же сценарию контролировал за счет джеба, но Оскар сумел нанести несколько сильных ударов и навязал в конце размен. Но большая часть раунда прошла под контролем Квортея. В начале 9 раунда Оскар провёл несколько ударов по корпусу, и два коротких левых апперкота. В концовке Квортей попал хорошим кроссом в челюсть, но Де Ла Хойя тут же вернул попаданиями слева и справа. На последних секундах Квортей два раза попадал справа. Оскар хорошо попадает слева в начале 10 раунда. Квортей бил джеб, но он уже редко доходил до цели. Позже Оскар вновь попал слева и провёл удары по корпусу. В концовке агрессивно атаковал, но мимо. В 11 раунде Квортей контролировал Оскара джебом. В концовке Оскар пошел вперед с серией ударов, но все мимо. В заключительном 12 раунде Оскара «спасла» его сумасшедшая левая рука. Он как под копирку повторил то, что сделал в шестой трёхминутке и вновь отправил Квортея на пол левым хуком. Айк поднялся и Оскар бросился его добивать, прижав к канатом. Завязался бешеный размен ударами, в котором преуспел Оскар. Квортей был на грани нокаута и рефери был готов прекратить поединок, но ганец сумел все выдержать. На исходе 1-й минуты 12-го раунда у Де Ла Хойи кончились силы, и ганец, оторвавшись от канатов, сам пошёл в атаку. Как и в 6-м раунде 2-я половина 12-го раунда прошла в перестрелке с дальней дистанции. По окончании поединка спорным раздельным решением судей Де Ла Хойя был объявлен победителем.
Бой против Оба Карра:
22 мая 1999 года Оскар выступил в новейшем здании на тот момент в Мандалай-Бэй, где зрелищно нокаутировал встречным левым боковым в 11-м раунде Оба Карра. Бой был близким. Возможно это был один из самых зрелищных нокаутов Оскара Де Ла Хойи.

### «Бой тысячелетия» сФеликсом Тринидадом(1999)
- Место проведения:  Мандалэй-Бэй, Лас-Вегас, Невада, США
- Результат: Победа Тринидада решением большинства в 12-раундовом бою
- Статус: Чемпионский бой за титул WBC в полусреднем весе (8-я защита Де Ла Хойи); чемпионский бой за титул IBF в полусреднем весе (15-я защита Тринидада)
- Рефери: Митч Халперн
- Счет судей: Джерри Рот (115—113 Тринидад), Боб Лоджист (115—114 Тринидад), Глен Хамада (114—114)
- Вес: Тринидад 66,70 кг; Де Ла Хойя 66,70 кг
- Трансляция: HBO TVKO
- Счёт неофициального судьи: Харольд Ледерман (114—114)
- Предыстория:

Феликс и Оскар шли параллельно. Два лучших боксёра мира. На момент 1999 года, оба входили в топ-5 рейтинга pound for pound (Оскар был № 1, а Феликс № 4). Ровесники (Тринидад старше на месяц) — по 26 лет. Переговоры об организации супер-боя начались задолго до самого события. В 1997 году, когда Де Ла Хойя победил Пернелла Уитакера и стал новым чемпионом по версии WBC в полусреднем весе, Дон Кинг сделал попытку свести «Золотого мальчика» и «Тито». Однако Боб Арум ясно дал понять, что пока рано. Дон вынужден был пойти на уступки. Время когда он безраздельно правил мировым боксом осталось в прошлом. Его главные звёзды проиграли. Кинг «погряз» в судебных разбирательствах. У него начались проблемы со многими подопечными. К тому же, мировые организации (особенно «Всемирный боксёрский совет») не жаловали бойцов Дона. Всё это снизило влияние Кинга на ситуацию в мировом боксе. У него оставался лишь один боксёр, на которого он сделал ставку — Феликс Тринидад. Время шло, а Оскар и Феликс продолжали побеждать. Арум понял, что мегафайт двух лучших боксёров мира неизбежен. Дон и Боб сели за стол переговоров в марте 1999 года. Ситуация с гонорарами ясно давала понять кто тут главный. Оскар получал обещанные 21 миллион долларов, а Тринидад — 8,5. Был создан, так называемый, призовой фонд. В случае успешной продажи PPV, между чемпионами будет разделено ещё 11 миллионов. «Делить» эту сумму, естественно, было поручено Бобу. Кинг склонил голову. Его знаменитая улыбка исчезла с лица. Он лишь поцеловал в затылок своего чемпиона из Пуэрто-Рико, после пресс-конференции, и двумя руками сжал его левую кисть. Всё будущее Дона зависело от худенького паренька с «острова чемпионов» и его левой руки. Боксёры должны были провести по одной защите своих титулов перед намеченным поединком, который уже получил свою дату — 18 сентября 1999 года. Но каким же разными получились эти защиты. Тринидад не испытал никаких проблем в бою с долговязым Уго Пинедой и защитил свой пояс IBF в 13 раз подряд. Уго оказался в тяжелейшем нокауте уже в 4 раунде. Де Ла Хойя плохо выглядел в бою с Оба Карром (которого Тринидад уже побеждал ранее, в декабре 1994 года, техническим нокаутом в 8 раунде). Многим специалистам даже показалось, что Карр переигрывал чемпиона. В 11 раунде Оскара «спас» его сумасшедший левый боковой. Путь к поединку с Феликсом был свободен. Тринидад прибыл в Лас-Вегас за три недели до боя. Он и его команда остановились в отеле Hilton. Прессе чётко дали понять, что боксёру необходимо уединение. Феликс отказался от всех интервью. Был закрыт доступ к его тренировкам. Кинг нанял дюжину могучих ребят, которые должны были оберегать покой чемпиона. В СМИ поползли слухи, что у «Тито» проблемы со сгонкой веса. Однако во вторник, накануне боя, Феликс и его отец и тренер — Феликс Тринидад-старший, провели открытую тренировку. Весь мир увидел, что чемпион в превосходной форме. Пока «Тито» хранил «обет молчания», Оскар не скупился на интервью, всячески выражая свою уверенность в победе: «Тринидад не на моём уровне. Он слаб. Посмотрите, когда он попадает в цель, он весь дрожит. Его не научили стоять на ногах и передвигаться. Я выиграю его без проблем и закончу карьеру непобеждённым чемпионом.» — Оскар Де Ла Хойя, 15 сентября 1999 года. Поединок заранее окрестили как «Бой тысячелетия». На закате 20 века в ринге сошлись два лучших боксёра мира. Что может быть интереснее? Американские специалисты называли предстоящий бой — «Big left hook». «Коронным» ударом у чемпионов был левый боковой. Но как же по-разному они наносили свой главный удар. Оскар «прятал» удар в длинной серии — бил правой, чтобы левое плечо ушло назад и оттуда хлестал слева. «Тито» мог делать также, но предпочитал «перезаряжать» руку после прямых ударов — он бил прямые удары отдельно от своего хука, а когда ловил нужный момент, кидал вес тела на левую ногу, скручивал корпус, и «выстреливал» свой сумасшедший удар за счёт движения левого бедра.
Бой:
18 сентября 1999 года состоялся поединок двух непобеждённых чемпионов в полусреднем весе — 26-летнего чемпиона по версии WBC Оскара Де Ла Хойи (31-0-0, 25 КО) и так же 26-летнего чемпиона по версии IBF Феликса Тринидада (35-0-0, 30 КО). 1 раунд. Тринидад пошёл в атаку. Оскар принимал джеб соперника на свою правую подставку. Он не сжимал кулак, а полностью распрямил ладонь в перчатке. Действовал легко. Знаменитый левый боковой пуэрториканца свистел мимо цели. Его противник видел начало «перезарядки» для этого удара. Сам Феликс действовал только передней рукой. 2 раунд. «Тито» был более активен. Он действовал исключительно одиночными прямыми ударами. Искал способ поймать момент для удара левой. Оскар кружил вокруг Феликса, но знаменитые серии «Золотого мальчика» рассекали воздух. В концовке знаменитая «перезарядка» удалась Тринидаду и он «всадил» свой левый в район носа. Благо для американца, что он видел начало атаки, поэтому этот удар ему не доставил больших проблем. 3 раунд. Прямые Тринидада стали более опасными. Но Оскар уже был готов к его «перезарядке», хотя и пропускал прямой правый. Оскар действовал легко. Ударил-ушёл. Альказар подсказал ему в перерыве действовать тройками ударов. Это принесло успех. Третий удар в комбинации стал достигать цели. 4 раунд. Феликс потерял дистанцию. Он вновь доставал справа, но не сжимал кулак в момент контакта. Оскар сыпал джебы, как из пулемёта. Это мешало его сопернику начать атаку. Много ударов шло в воздух, но Де Ла Хойя, тем самым, страховал себя. Его левая, буквально, не слезал с головы пуэрториканца. Знаменитый левый боковой «Тито» вновь свистел мимо. 5 раунд. Оскар совсем разорвал дистанцию. Она стала сверхдальней. Здесь он лучше своё визави. Началась тактическая игра, совсем невыгодная Тринидаду. Две двойки Феликса показательно свистели мимо цели. Де Ла Хойя несколько раз встречал его левой. В концовке «Тито» попадает справа. 6 раунд. Оскар стал активнее использовать тройки. Он бил только нечётное количество ударов — 3 или 5, делая акцент на последнем. Тринидад промахивался. Де ла Хойя освободился, бросил руки, и уверенно выиграл отрезок. 7 раунд. Картина не менялся. Но появился едва заметный, но очень важный момент: спина Оскара всё ближе и ближе к канатам ринга. Он уже чувствовал мышцами спины их натяжение. Американец выиграл раунд, благодаря завершающей тройке в концовке. Феликс попал после гонга, но извинился. 8 раунд. Дистанция сократилась. Оскару становится сложнее и он отдал инициативу Тринидаду. Ему было необходимо всё больше двигаться и останавливаться, чтобы пробить серию. Феликс добавил активности, и едва ли не впервые достал левой в область живота. Его знаменитый левый боковой трижды достиг цели. Ставка Де Ла Хойи на концовку раунда, на сей раз, не сработала. 9 раунд. Оскар пробил три тройки в начале раунда, но это выглядело как отчаяние. Ему стало тяжело держать дистанцию и двигаться, но стоять перед Тринидадом — смерти подобно. Спина американца уже полностью обтирал канаты, а Феликс достал сильным ударом справа. Тройки Де Ла Хойи свистели мимо цели. Его противник уже был готов ко всему. 10 раунд. Де Ла Хойя забыл про джеб. Все его мысли сосредоточены на передвижении. Феликс подбирался всё ближе. Не все его удары доходили до цели, но Оскар вообще ничего не делал в этом отрезке. 11 раунд. Картина всё та же. Оскар просто выставлял вперёд свою левую, но его оппонента это не останавливало. Феликс попадал левой по животу, и его правая пришёлся в цель. Он взвинтил темп до предела. 12 раунд. «Тито», в самом начале, дважды попал правой. Оскар думал только об обороне. Постоянное движение. Тринидад ещё раз «всадил» справа, в концовке, и развил атаку. По окончании поединка, Глен Хамада посчитал ничью: 114—114, а двое других Джерри Рот и Боб Логист поставили счёт: 115—113 и 115—114, соответственно, в пользу… Феликса Тринидада! «Золотой мальчик» проиграл феномену из Пуэрто-Рико. Поединок вызывал большой резонанс. Мир бокса раскололся на два лагеря, но результат навсегда остался в истории. На пресс-конференции после боя, Дон Кинг так рьяно расхваливал своего бойца, и так откровенно ругал Оскара и Боба, что Арум приказал выключить его микрофон. Поговаривали про реванш, но пути бойцов разошлись. Феликс отправился в первый средний вес и выиграл там два титула, а Оскар остался в полусреднем. По сей день не утихают споры о результате этого боя. Самое интересное, что никто не говорил про ничейный вердикт. Все специалисты склонялись в пользу одного из бойцов.
Возвращение в бою против Деррелла Коли:
26 февраля 2000 года Де Ла Хойя вернулся, после своего первого поражения в карьере, в Мэдисон-сквер-гарден в бою против Деррелла Коли. Весь бой доминировал «Золотой мальчик» и в 7 раунде Оскар нокаутировал соперника ударом по печени.

### Супер-бой сШейном МослиI (2000)
- Место проведения:  Стэйплс-Центр, Лос-Анджелес, Калифорния, США
- Результат: Победа Мосли раздельным решением в 12-раундовом бою
- Статус: Чемпионский бой за титул WBC в полусреднем весе
- Рефери: Лу Морет
- Счёт судей: Лу Филиппо (116—112 Мосли), Пэт Расселл (115—113 Мосли), Марти Сэммон (113—115 Де Ла Хойя)
- Вес: Мосли 66,68 кг; Де Ла Хойя 66,50 кг
- Трансляция: HBO TVKO
- Счёт неофициального судьи: Харольд Ледерман (116—112 Мосли)
- Предыстория:

Оскар Де Ла Хойя проиграл" — это стало шоком для всей Америки и для фанатов «золотого мальчика». В сентябре 1999 в бою против Феликса Тринидада, Оскар потерял звание чемпиона мира по версии WBC. Это поражение считалось и до сих пор считается спорным, так как в первых восьми раундах Оскар контролировал большую часть боя. Однако, по настоянию своего угла, Де Ла Хойя принял более оборонительный подход в поздних раундах, что привело к тому, что все официальные судьи записали победу в 9-12 раундах на оценочных карточках в пользу Тринидада. После боя Де Ла Хойя потребовал реванша, но соглашения не было достигнуто. После этого стал известен следующий соперник Золотого Мальчика — Деррел Коли. Первоначально победитель должен был стать обязательным претендентом на титулы Тринидада, но победителю было гарантировано стать новым чемпионом WBC в полусреднем весе, поскольку Тринидад освободил титулы, чтобы подняться в первый средний вес и бросить вызов Дэвиду Рейду. 26 февраля 2000 года Де Ла Хойя победил Коли нокаутом в седьмом раунде, чтобы получить не основной титул IBA в полусреднем весе и вскоре после этого был снова назван чемпионом WBC в полусреднем весе. Поскольку Де Ла Хойя и Тринидад не смогли договориться о реванше, 27-летний Оскар Де Ла Хойя (32-1-0, 26 КО) вместо этого достиг боя против непобеждённого 28-летнего Шейна Мосли (34-0-0, 32 КО) в марте 2000 года. Стороны согласились встретиться в июне. Шейн Мозли — это непобеждённый боец, с прекрасным рекордом из 34 побед, 32 из которых были нокаутом. Он был чемпионом в лёгком весе по версии IBF в период с 1997 по 1999 годы. Этот титул Шейн защитил 9 раз, 8 из которых завершились нокаутом. В сентябре 1999 года Мозли отказался от титула, ради того, чтобы подняться в полусредний вес, чтобы затем встретиться со звездой мирового бокса с Оскаром Де Ла Хойей.
Бой:
17 июня 2000 года Де Ла Хойя встретился с непобеждённым бывшим чемпионом в лёгком весе по версии IBF Шейном Мосли. После разгрома легкой весовой категории у Мосли не осталось соперников, и он перескочил через одну весовую категорию специально, чтобы встретиться с Де Ла Хойей. Несмотря на все сомнения специалистов и болельщиков на любые действия и атаки Де Ла Хойи Мосли отвечал скоростными контратаками, ударами и комбинациями. До 8 раунда инициатива в основном исходила от Де Ла Хойи, однако с начала 9 раунда Мосли полностью «читал» соперника и мог предугадывать его действия. В запоминающемся 12 раунде оба бойца пошли в размен, отбросив всю технику, демонстрируя настоящее сражение, в котором более точными и опасными выглядели атаки Мосли. В этом раунде не было нокдаунов и потрясений, но уровень бокса был так высок, а бойцы сделали столько технических действий, что всё это в совокупности вызвало настоящий экстаз в зале. По окончании поединка раздельным решением судей победителем был объявлен Шейн Мосли и он стал новым чемпионом мира по версии WBC в полусреднем весе, и первым номером рейтинга pound for pound.

### Бой сАртуро Гатти(2001)
- Место проведения:  ЭмДжиЭм Гранд, Лас-Вегас, Невада, США
- Результат: Победа Де Ла Хойи техническим нокаутом в 5-м раунде в 10-раундовом бою
- Статус: Рейтинговый бой
- Рефери: Джей Нейди
- Время: 1:16
- Вес: Де Ла Хойя 66,70 кг; Гатти 66,20 кг
- Трансляция: HBO
- Счёт неофициального судьи: Харольд Ледерман (40—35 Де Ла Хойя)

В марте 2001 года Де Ла Хойя встретился с Артуро Гатти. Де Ла Хойя имел подавляющее преимущество в бою. В конце 1-го раунда Де Ла Хойя провёл серию в голову. Гатти отошёл к канатам. Де Ла Хойя провёл ещё одну серию, и левым хуком в челюсть послал противника в нокдаун. Гатти встал на счет 7. Де Ла Хойя бросился добивать противника, но Гатти достоял до гонга. В середине 5-го раунда Де Ла Хойя начал бить на выбор — серия в голову, серия в корпус, снова серия в голову и снова серия в корпус. Угол Гатти просигнализировал о желании остановить поединок, и рефери прекратил бой.

### Первый средний вес
23 июня 2001 года Де Ла Хойя вчистую переиграл чемпиона в 1-м среднем весе по версии WBC Хавьера Кастильехо и отправил его в нокдаун за несколько секунд до конца боя.

### Супер-бой сФернандо Варгасом(2002)
- Место проведения:  Мандалей Бэй Ресорт энд Касино, Лас-Вегас, Невада, США
- Результат: Победа Де Ла Хойи техническим нокаутом в 11-м раунде в 12-раундовом бою
- Статус: Объединительный бой за титулы WBC в 1-м среднем весе (1-я защита Де Ла Хойи) и WBA в 1-м среднем весе (1-я защита Варгаса)
- Рефери: Джо Кортес
- Счет судей: Пол Смит (96—94 Де Ла Хойя), Даг Таккер (96—94 Де Ла Хойя), Патрисия Морс Джермен (94—97 Варгас)
- Вес: Де Ла Хойя 69,90 кг; Варгас 69,90 кг
- Трансляция: HBO PPV
- Счёт неофициального судьи: Харольд Ледерман (96—94 Де Ла Хойя)
- Предыстория:

Долгожданный бой Де Ла Хойя—Варгас обсуждался годами. Бой был долгожданным, поскольку Де Ла Хойя и Варгас не только были двумя лучшими бойцами в этом виде спорта, они также имели давнюю личную вражду и открыто обсуждали свою ненависть друг к другу. По слухам, соперничество произошло из-за инцидента, в ходе которого Варгас, работая в боксерском лагере Де Ла Хойя в 1993 году, предположительно поскользнулся и упал в сугроб во время пробежки. Когда Варгас заметил позади себя Де Ла Хойю, он протянул руку, надеясь на некоторую помощь, но Де Ла Хойя просто рассмеялся и продолжил бежать, разозлив Варгаса, который с тех пор затаил обиду. В июне 2001 года Де Ла Хойя победил Хавьера Кастильехо, чемпиона по версии WBC в первом среднем весе, покорив пятую весовую категорию. После победы Де Ла Хойи, бой между Оскаром и Фернандо был окончательно назначен на 8 декабря 2001 года, но переговоры в августе того же года провалились. Несмотря на то, что их предполагаемая борьба в декабре 2001 года провалилась, обе стороны продолжали вести переговоры в течение нескольких месяцев, прежде чем они достигли соглашения в январе 2002 года о бое 4 мая. Однако, Де Ла Хойя в апреле 2002 года, травмировал левую руку и бой был перенесен на 14 сентября.
Бой:
14 сентябре 2002 года состоялся объединительный бой в первом среднем весе между 29-летним чемпионом по версии WBC Оскаром Де Ла Хойей (34-2-0, 27 КО) и 24-летним чемпионом по версии WBA Фернандо Варгасом (22-1-0, 20 КО). Инициатива боя переходила из рук в руки в течение первых шести раундов. Варгас смог сломать нос Де Ла Хойи в пятом раунде. Но,Де Ла Хойя собрался и победил 6-8 раунды. У Варгаса открылось рассечение под правым глазом. Фернандо реваншировался в девятом раунде, но Де Ла Хойя в 10 раунде потряс Варгаса левым хуком в голову. Поскольку Варгас больше не оказывал большого сопротивления, в середине 11-го раунда, Де Ла Хойя провёл левый хук в челюсть противника, и тот упал. Варгас сразу же поднялся. Де Ла Хойя бросился его добивать. Варгас прижался к канатам, но спустя через некоторое время Варгасу удалось оторваться от канатов и спиной попятился через ринг, пока не прижался к углу. Де Ла Хойя его там запер и выбросил огромное количество ударов. Видя это избиение, рефери прекратил поединок.
В мае 2003 года Де Ла Хойя победил Луиса Рамона Кампаса.

### Бой сШейном МослиII (2003)
- Место проведения:  ЭмДжиЭм Гранд, Лас-Вегас, Невада, США
- Результат: Победа Мосли единогласным решением в 12-раундовом бою
- Статус: Чемпионский бой за титул WBC в 1-м среднем весе (3-я защита Де Ла Хойи); чемпионский бой за титул WBA в 1-м среднем весе (2-я защита Де Ла Хойи)
- Рефери: Джо Кортес
- Счет судей: Анек Хонгтонгкам (115—113), Дуэйн Форд (115—113), Стэнли Кристодулу (115—113) — все в пользу Мосли
- Вес: Мосли 69,90 кг; Де Ла Хойя 69,90 кг
- Трансляция: HBO PPV
- Счёт неофициального судьи: Харольд Ледерман (113—115 Де Ла Хойя)

В сентябре 2003 года состоялся долгожданный 2-й бой Оскара Де Ла Хойи и Шейна Мосли. В равном поединке решением судей победил Мосли.
После этого боя Де Ла Хойя перешёл в средний вес.

### Бой сФеликсом Штурмом(2004)
- Место проведения:  ЭмДжиЭм Гранд, Лас-Вегас, Невада, США
- Результат: Победа Де Ла Хойи единогласным решением в 12-раундовом бою
- Статус: Чемпионский бой за титул WBO в среднем весе (2-я защита Штурм)
- Рефери: Вик Дракулич
- Счет судей: Майк Глиенна (115—113), Пол Смит (115—113), Дейв Моретти (115—113) — все в пользу Де Ла Хойи
- Вес: Де Ла Хойя 72,60 кг; Штурм 72,60 кг
- Трансляция: HBO PPV
- Счёт неофициального судьи: Харольд Ледерман (113—115 Штурм)

В июне 2004 года Де Ла Хойя вышел на ринг против непобеждённого чемпиона по версии WBO немца хорватского происхождения Феликса Штурма. Бой проходил с небольшим преимуществом немца. Однако судьи единогласно отдали победу более известному и звёздному американцу. Эксперты посчитали, что хорвата засудили. По статистике ударов Штурм полностью превзошёл Де Ла Хойю.

### Бой за звание абсолютного чемпиона сБернардом Хопкинсом(2004)
- Место проведения:  ЭмДжиЭм Гранд, Лас-Вегас, Невада, США
- Результат: Победа Хопкинса нокаутом в 9-м раунде в 12-раундовом бою
- Статус: Чемпионский бой за титул WBC в среднем весе (6-я защита Хопкинса); чемпионский бой за титул WBA в среднем весе (5-я защита Хопкинса); чемпионский бой за титул IBF в среднем весе (19-я защита Хопкинса); чемпионский бой за титул WBO в среднем весе (1-я защита Де Ла Хойи)
- Рефери: Кенни Бейлесс
- Счет судей: Дейв Моретти (79—73 Хопкинс), Пол Смит (78—74 Хопкинс), Кейт МакДональд (75—77 Де Ла Хойя)
- Время: 1:38
- Вес: Хопкинс 70,80 кг; Де Ла Хойя 70,30 кг
- Трансляция: HBO PPV
- Счёт неофициального судьи: Харольд Ледерман (77—75 Хопкинс)

В сентябре 2004 года чемпион мира в среднем весе по версии WBO Оскара Де Ла Хойя вышел на ринг против абсолютного чемпиона мира в среднем весе Бернарда Хопкинса. В середине 9-го раунда Хопкинс провёл левый хук в печень. Де Ла Хойя опустился на канвас. Согнувшись от боли, он пролежал на канвасе около минуты. Рефери зафиксировал нокаут. Хопкинс стал первым боксёром, кто завладел всеми четырьмя основными поясами.

### Возвращение в бою против Рикардо Майорги
В 2006 году он спустился в 1-й средний вес.
В мае 2006 года Де Ла Хойя встретился с никарагуанцем Рикардо Майоргой. Уже на первых же секундах Де Ла Хойя пошел в опасный размен, а в дальнейшем теснил противника,все время нависая над ним, вынуждая пятиться и отбиваться. Бешеные наскоки самого Майорги, его размашистые «свинги» никакого урона Де Ла Хойе не причиняли. На второй минуте 1-го раунда Оскару удалось отправить соперника на пол левым крюком в подбородок, но добить себя никарагуанец не дал. Более того, во 2 и 3 раунде бой выровнялся. В 4 раунде удача стала вновь склонятся на сторону мексиканца, а в следующем раунде встреча шла под диктовку Де Ла Хойи. Майорга много пропускал и вообще выглядел неубедительно. Наконец, после стольких неудач, терпение его лопнуло и он, зажав  Оскара в углу,нанес ему несколько ударов по затылку, возможно, рассчитывая вывести из себя. Развязка же наступила в 6 раунде, когда никарагуанец ринулся было вперед, Де Ла Хойя мгновенно перехватил атаку, и на Майоргу посыпались короткие рубящие удары в упор. Пропустив в этом эпизоде с десяток ударов, Майорга начал пятиться, пока не упал у канатов. Нокдаун. Боксер поднялся с отсутствующим видом. Тем не менее бой возобновился. Де Ла Хойя страстно принялся за работу и так осаживал соперника по бокам и голове ,что тот только чудом держался на ногах,не отходя от канатов. Так он стойко переносил это побоище,хотя пропустил почти все удары этой бешенной серии, и только в тот момент, когда ввиду беспомощного состояния боксера судья остановил бой , Рикардо Майорга без сил опустился на пол. Рефери пришлось даже с силой оттолкнуть вошедшего в раж Оскара, отчего тот кубарем покатился по рингу.

### Бой сФлойдом Мейвезером(2007)
- Место проведения:  ЭмДжиЭм Гранд, Лас-Вегас, Невада, США
- Результат: Победа Мейвезера раздельным решением в 12-раундовом бою
- Статус: Чемпионский бой за титул WBC в 1-м среднем весе (1-я защита Де Ла Хойи)
- Рефери: Кенни Бейлес
- Счет судей: Чак Джиампа (116—112 Мейвезер), Джерри Рот (115—113 Мейвезер), Том Казмарек (113—115 Де Ла Хойя)
- Вес: Мейвезер 68,00 кг; Де Ла Хойя 69,90 кг
- Трансляция: HBO PPV
- Счёт неофициального судьи: Харольд Ледерман (116—112 Мейвезер)

В мае 2007 года Де Ла Хойя вышел против непобеждённого лидера рейтинга pound for pound (лучший боксёр вне зависимости от весовой категории) Флойда Мейвезера. Фаворитом в данном бою был Мейвейзер. Постаревшему Оскару давали мало шансов на победу. Неожиданно для всех Де Ла Хойя хорошо смотрелся в первой половине боя и смог составить конкуренцию более молодому Мейвезеру. В отличие от большинства соперников Мейвейзера Оскар не проваливался, а постоянно шёл в атаку и запирал Мейвезера возле канатов, однако эффективность атак Де Ла Хойи была не слишком высокой благодаря великолепной защите Мейвезера. Начиная со второй половины боя, у Оскара заметно снизилась активность, и Мейвезер смог захватить инициативу, хотя у Де Ла Хойи тоже были удачные эпизоды. В конце 12 раунда между боксёрами завязался размен, в котором Оскар преуспел больше Мейвезера, нанеся тому несколько хороших ударов. Победу раздельным решением присудили Мейвезеру. Мейвезер стал чемпионом в 5-й весовой категории.
Бой со Стивом Форбсом:
В мае 2008 года состоялся бой между Оскаром Де Ла Хойей и Стивом Форбсом. Де Ла Хойя доминировал весь бой, и уверенно победил по очкам.

### Бой сМэнни Пакьяо(2008)
- Место проведения:  ЭмДжиЭм Гранд, Лас-Вегас, Невада,
- Результат: Победа Мэнни Пакьяо техническим нокаутом в 8-м раунде 12-раундовом бою
- Рефери: Тони Уикс
- Счет судей: Дейв Моретти (71—80), Аделейд Бёрд (71—80), Стэнли Кристодулу (72—79) — все в пользу Пакьяо
- Вес: Де Ла Хойя 65,8 кг; Пакьяо 64,4 кг
- Трансляция: HBO PPV
- Счёт неофициального судьи: Харольд Ледерман (62—70 Пакьяо) — оценки после 7-го раунда

В декабре 2008 года состоялся бой между Оскаром Де Ла Хойей и Мэнни Пакьяо. Бой проходил в полусреднем весе. Пакьяо дебютировал в этом весе, перепрыгнув 1-й полусредний вес, в котором также никогда не выступал. Де Ла Хойя последний раз выступал в этой категории в 2001 году. Перед боем большинство экспертов считали, что американец без труда одолеет бывшего полулегковеса. Однако бой опроверг эти ожидания. Пакьяо сразу же взял инициативу в свои руки: он больше двигался, чаще и точнее пробивал удары. Поединок получился практически односторонним: Оскар Де Ла Хойя просто не успевал реагировать на молниеносные атаки Мэнни Пакьяо, сумев выиграть лишь несколько отдельных эпизодов. В седьмом и восьмом раундах Де Ла Хойя пропустил большое количество акцентированных ударов, наполовину закрывших его левый глаз, и в перерыве перед девятой трехминуткой его секунданты приняли решение об отказе от продолжения боя.

## Результаты боёв
В таблице перечислены результаты всех поединков боксёров.
В каждой строке указан результат поединка. Дополнительно номер поединка обозначен цветом, который обозначает итог поединка. Расшифровка обозначений и цветов представлена в нижеследующей таблице.
| Пример | Расшифровка                     |
| ------ | ------------------------------- |
|        | Победа                          |
|        | Ничья                           |
|        | Поражение                       |
|        | Планируемый поединок            |
|        | Поединок признан несостоявшимся |
| КО     | Нокаут                          |
| ТКО    | Технический нокаут              |
| PTS    | Решение судей (по очкам)        |
| UD     | Единогласное решение судей      |
| MD     | Решение большинства судей       |
| SD     | Раздельное решение судей        |
| RTD    | Отказ от продолжения боя        |
| DQ     | Дисквалификация                 |
| NC     | Поединок признан несостоявшимся |

| Бой | Рекорд   | Весовая категория  | Дата              | Возраст                      | Соперник                       | Возраст соперника            | Место боя                                                      | Результат       | Данные о бое |
| --- | -------- | ------------------ | ----------------- | ---------------------------- | ------------------------------ | ---------------------------- | -------------------------------------------------------------- | --------------- | --- |
| 45  | 39(30)-6 | Полусредняя        | 6 декабря 2008    | 35 лет 10 месяцев и 2 дня    | Мэнни Пакьяо (47-3-2)          | 29 лет 11 месяцев и 19 дней  | MGM Grand Garden Arena, Лас-Вегас, Невада, США                 | RTD8 (12) 3:00  | |
| 44  | 39(30)-5 | Полусредняя        | 3 мая 2008        | 35 лет 2 месяца и 29 дней    | Стив Форбс (47-3-2)            | 31 год 2 месяца и 7 дней     | Home Depot Center, Карсон, Калифорния, США                     | UD12 (12)       | 119-109 120-108 119-109. |
| 43  | 38(30)-5 | Первая средняя     | 5 мая 2007        | 34 года 3 месяца и 1 день    | Флойд Мейвезер (37-0)          | 30 лет 2 месяца и 11 дней    | MGM Grand, Лас-Вегас, Невада, США                              | SD12 (12)       | 112-116 113-115 115-113. Потерял титул чемпиона мира по версии WBC, 1-я защита Де Ла Хойи. |
| 42  | 38(30)-4 | Первая средняя     | 6 мая 2006        | 33 года 3 месяца и 2 дня     | Рикардо Майорга (27-5-1)       | 32 года 7 месяцев и 3 дня    | MGM Grand, Лас-Вегас, Невада, США                              | TKO6 (12) 1:25  | Майорга в нокдауне в 1 раунде. Майорга 2 раза в нокдауне в 6 раунде. Завоевал титул чемпиона мира по версии WBC, 1-я защита Майорги. |
| 41  | 37(29)-4 | Средняя            | 18 сентября 2004  | 31 год 7 месяцев и 14 дней   | Бернард Хопкинс (44-2-1)       | 39 лет 8 месяцев и 3 дня     | MGM Grand, Лас-Вегас, Невада, США                              | KO9 (12) 1:38   | Потерял титул чемпиона мира по версии WBO, 1-я защита Де Ла Хойи. Бой за титул суперчемпиона мира по версии WBA, 5-я защита Хопкинса. Бой за титул чемпиона мира по версии WBC, 6-я защита Хопкинса. Бой за титул чемпиона мира по версии IBF, 19-я защита Хопкинса. Бой за титул чемпиона мира по версии The Ring, 5-я защита Хопкинса. |
| 40  | 37(29)-3 | Средняя            | 5 июня 2004       | 31 год 4 месяца и 1 день     | Феликс Штурм (20-0)            | 25 лет 4 месяца и 5 дней     | MGM Grand, Лас-Вегас, Невада, США                              | UD12 (12)       | 115-113 115-113 115-113. Завоевал титул чемпиона мира по версии WBO, 2-я защита Штурма. |
| 39  | 36(29)-3 | Первая средняя     | 13 сентября 2003  | 30 лет 7 месяцев и 9 дней    | Шейн Мосли (2) (38-2)          | 32 года и 6 дней             | MGM Grand, Лас-Вегас, Невада, США                              | UD12 (12)       | 113-115 113-115 113-115. Потерял титул чемпиона мира по версии WBC,3-я защита Де Ла Хойи. Потерял титул суперчемпиона мира по версии WBA, 2-я защита Де Ла Хойи. Потерял титул чемпиона мира по версии IBA, 1-я защита Де Ла Хойи. Потерял титул чемпиона мира по версии The Ring, 2-я защита Де Ла Хойи.                                |
| 38  | 36(29)-2 | Первая средняя     | 3 мая 2003        | 30 лет 2 месяца и 29 дней    | Луис Рамон Кампас (80-5)       | 31 год 8 месяцев и 27 дней   | Mandalay Bay Resort & Casino, Лас-Вегас, Невада, США           | TKO7 (12) 2:54  | Защитил титул чемпиона мира по версии WBC, 2-я защита Де Ла Хойи. Защитил титул суперчемпиона мира по версии WBA, 1-я защита Де Ла Хойи. Защитил титул чемпиона мира по версии The Ring, 1-я защита Де Ла Хойи. |
| 37  | 35(28)-2 | Первая средняя     | 14 сентября 2002  | 29 лет 7 месяцев и 10 дней   | Фернандо Варгас (22-1)         | 24 года 9 месяцев и 7 дней   | Mandalay Bay Resort & Casino, Лас-Вегас, Невада, США           | TKO11 (12) 1:48 | Защитил титул чемпиона мира по версии WBC, 1-я защита Де Ла Хойи. Завоевал титул суперчемпиона мира по версии WBA, 1-я защита Варгаса. Завоевал титул чемпиона мира по версии IBA, 1-я защита Варгаса. Завоевал вакантный титул чемпиона мира по версии The Ring.                                                                        |
| 36  | 34(27)-2 | Первая средняя     | 23 июня 2001      | 28 лет 4 месяца и 19 дней    | Хавьер Кастильехо (51-4)       | 33 года 3 месяца и 1 день    | MGM Grand, Лас-Вегас, Невада, США                              | UD12 (12)       | 119-108 119-108 119-108. Завоевал титул чемпиона мира по версии WBC, 6-я защита Кастильехо. |
| 35  | 33(27)-2 | Полусредняя        | 24 марта 2001     | 28 лет 1 месяц и 20 дней     | Артуро Гатти (33-4)            | 28 лет 11 месяцев и 9 дней   | MGM Grand, Лас-Вегас, Невада, США                              | TKO5 (12) 1:16  | |
| 34  | 32(26)-2 | Полусредняя        | 17 июня 2000      | 27 лет 4 месяца и 13 дней    | Шейн Мосли (34-0)              | 28 лет 9 месяцев и 10 дней   | Staples Center, Лос-Анджелес, Калифорния, США                  | SD12 (12)       | 112-116 113-115 115-113. Потерял титул чемпиона мира по версии IBA, 1-я защита Де Ла Хойи. Бой за титул чемпиона мира по версии WBC. |
| 33  | 32(26)-1 | Полусредняя        | 26 февраля 2000   | 27 лет и 22 дня              | Деррик Коли (34-1-2)           | 29 лет 9 месяцев и 3 дня     | Madison Square Garden, Нью-Йорк, Нью-Йорк, США                 | KO7 (12) 3:00   | Завоевал вакантный титул чемпиона мира по версии IBA. |
| 32  | 31(25)-1 | Полусредняя        | 18 сентября 1999  | 26 лет 7 месяцев и 14 дней   | Феликс Тринидад (35-0)         | 26 лет 8 месяцев и 8 дней    | Mandalay Bay Resort & Casino, Лас-Вегас, Невада, США           | MD12 (12)       | 113-115 114-115 114-114. Потерял титул чемпиона мира по версии WBC,8-я защита Де Ла Хойи. Бой за титул чемпиона мира по версии IBF, 15-я защита Тринидада. |
| 31  | 31(25)-0 | Полусредняя        | 22 мая 1999       | 26 лет 3 месяца и 18 дней    | Оба Карр (48-2-1)              | 27 лет и 11 дней             | Mandalay Bay Resort & Casino, Лас-Вегас, Невада, США           | TKO11 (12) 0:55 | Защитил титул чемпиона мира по версии WBC, 7-я защита Де Ла Хойи. |
| 30  | 30(24)-0 | Полусредняя        | 13 февраля (1999  | 26 лет и 9 дней              | Айк Куарти 34-0-1)             | 29 лет 2 месяца и 17 дней    | Thomas & Mack Center, Лас-Вегас, Невада, США                   | SD12 (12)       | 116-112 116-113 114-115. Защитил титул чемпиона мира по версии WBC, 6-я защита Де Ла Хойи. |
| 29  | 29(24)-0 | Полусредняя        | 18 сентября (1998 | 25 лет 7 месяцев и 14 дней   | Хулио Сесар Чавес (2) 100-2-2) | 36 лет 2 месяца и 6 дней     | Thomas & Mack Center, Лас-Вегас, Невада, США                   | RTD8 (12) 3:00  | Защитил титул чемпиона мира по версии WBC, 5-я защита Де Ла Хойи. |
| 28  | 28(23)-0 | Полусредняя        | 13 июня 1998      | 25 лет 4 месяца и 9 дней     | Патрик Чарпентье (27-4-1)      | 27 лет 11 месяцев и 26 дней  | Sun Bowl, Эль-Пасо, Техас, США                                 | TKO3 (12) 1:56  | Защитил титул чемпиона мира по версии WBC, 4-я защита Де Ла Хойи. |
| 27  | 27(22)-0 | Полусредняя        | 6 декабря 1997    | 24 года 10 месяцев и 2 дня   | Вильфредо Ривера (27-2-1)      | 28 лет 7 месяцев и 2 дня     | Caesars Hotel & Casino, Атлантик-Сити, Нью-Джерси, США         | TKO8 (12) 2:48  | Защитил титул чемпиона мира по версии WBC, 3-я защита Де Ла Хойи. |
| 26  | 26(21)-0 | Полусредняя        | 13 сентября 1997  | 24 года 6 месяцев и 9 дней   | Эктор Камачо (63-3-1)          | 35 лет 3 месяца и 20 дней    | Thomas & Mack Center, Лас-Вегас, Невада, США                   | UD12 (12)       | 118-108 120-106 120-105. Защитил титул чемпиона мира по версии WBC, 2-я защита Де Ла Хойи. |
| 25  | 25(21)-0 | Полусредняя        | 14 июня 1997      | 24 года 4 месяца и 10 дней   | Давид Камау (28-1)             | 31 год 10 месяцев и 10 дней  | Alamodome, Сан-Антонио, Техас, США                             | KO2 (12) 2:54   | Защитил титул чемпиона мира по версии WBC, 1-я защита Де Ла Хойи. |
| 24  | 24(20)-0 | Полусредняя        | 12 апреля 1997    | 24 года 2 месяца и 8 дней    | Пернелл Уитакер (40-1-1)       | 33 года 3 месяца и 10 дней   | Thomas & Mack Center, Лас-Вегас, Невада, США                   | UD12 (12)       | 115-111 116-110 116-110. Завоевал титул чемпиона мира по версии WBC, 9-я защита Уитакера. |
| 23  | 23(20)-0 | Первая полусредняя | 18 января 1997    | 23 года 11 месяцев и 14 дней | Мигель Анхель Гонсалес (41-0)  | 26 лет 2 месяца и 3 дня      | Thomas & Mack Center, Лас-Вегас, Невада, США                   | UD12 (12)       | 117-110 117-111 117-109. Защитил титул чемпиона мира по версии WBC, 1-я защита Де Ла Хойи. |
| 22  | 22(20)-0 | Первая полусредняя | 7 июня 1996       | 23 года 4 месяца и 3 дня     | Хулио Сесар Чавес (96-1-1)     | 26 лет 2 месяца и 3 дня      | Caesars Palace, Лас-Вегас, Невада, США                         | TKO4 (12) 2:37  | Завоевал титул чемпиона мира по версии WBC, 6-я защита Чавеса. |
| 21  | 21(19)-0 | Первая полусредняя | 9 февраля 1996    | 23 года и 5 дней             | Дэррил Тайсон (47-8-1)         | 35 лет 3 месяца и 23 дня     | Caesars Palace, Лас-Вегас, Невада, США                         | KO2 (12) 2:38   | |
| 20  | 20(18)-0 | Лёгкая             | 15 декабря 1995   | 22 года 10 месяцев и 11 дней | Джеймс Джесси Лейха (30-1-2)   | 29 лет 5 месяцев и 7 дней    | Madison Square Garden, Нью-Йорк, Нью-Йорк, США                 | RTD2 (12) 3:00  | Защитил титул чемпиона мира по версии WBO, 6-я защита Де Ла Хойи. |
| 19  | 19(17)-0 | Лёгкая             | 9 сентября 1995   | 22 года 7 месяцев и 7 дней   | Хенаро Эрнандес (32-0-1)       | 29 лет 3 месяца и 30 дней    | Caesars Palace, Лас-Вегас, Невада, США                         | RTD6 (12) 3:00  | Защитил титул чемпиона мира по версии WBO, 5-я защита Де Ла Хойи. |
| 18  | 18(16)-0 | Лёгкая             | 6 мая 1995        | 22 года 3 месяца и 2 дня     | Рафаэль Руэлас (43-1)          | 24 года и 10 дней            | Caesars Palace, Лас-Вегас, Невада, США                         | TKO2 (12) 1:43  | Защитил титул чемпиона мира по версии WBO, 4-я защита Де Ла Хойи. Завоевал титул чемпиона мира по версии IBF, 3-я защита Руэласа. |
| 17  | 17(15)-0 | Лёгкая             | 18 февраля 1995   | 22 года и 14 дней            | Джон Джон Молина (36-3)        | 29 лет 11 месяцев и 1 день   | MGM Grand, Лас-Вегас, Невада, США                              | UD12 (12)       | 116-111 116-111 117-110. Защитил титул чемпиона мира по версии WBO, 3-я защита Де Ла Хойи. |
| 16  | 16(15)-0 | Лёгкая             | 10 декабря 1994   | 21 год 10 месяцев и 6 дней   | Джон Авила (20-1-1)            | 21 год 11 месяцев и 15 дней  | Olympic Auditorium, Лос-Анджелес, Калифорния, США              | TKO9 (12) 1:07  | Защитил титул чемпиона мира по версии WBO, 2-я защита Де Ла Хойи. |
| 15  | 15(14)-0 | Лёгкая             | 18 ноября 1994    | 21 год 9 месяцев и 14 дней   | Карл Гриффит (28-3-2)          | 25 лет 3 месяца и 5 дней     | MGM Grand, Лас-Вегас, Невада, США                              | TKO3 (12) 1:02  | Защитил титул чемпиона мира по версии WBO, 1-я защита Де Ла Хойи. |
| 14  | 14(13)-0 | Лёгкая             | 29 июля 1994      | 21 год 5 месяцев и 25 дней   | Хорхе Паэз (53-6-4)            | 28 лет 9 месяцев и 2 дня     | MGM Grand, Лас-Вегас, Невада, США                              | KO2 (12) 0:32   | Завоевал вакантный титул чемпиона мира по версии WBO. |
| 13  | 13(12)-0 | Вторая полулёгкая  | 27 мая 1994       | 21 год 3 месяца и 23 дня     | Джорджио Кампанелла (20-0)     | 24 года 3 месяцев и 7 дней   | MGM Grand, Лас-Вегас, Невада, США                              | TKO3 (12) 2:22  | Защитил титул чемпиона мира по версии WBO, 1-я защита Де Ла Хойи. |
| 12  | 12(11)-0 | Вторая полулёгкая  | 5 марта 1994      | 21 год 1 месяц и 1 день      | Джимми Бредаль (16-0)          | 24 года 3 месяцев и 7 дней   | Olympic Auditorium, Лос-Анджелес, Калифорния, США              | RTD10 (12) 3:00 | Завоевал титул чемпиона мира по версии WBO, 2-я защита Бредаля. |
| 11  | 11(10)-0 | Лёгкая             | 30 октября 1993   | 20 лет 8 месяцев и 26 дней   | Нарцисо Валенсуэла (34-13-2)   | 28 лет и 12 дней             | America West Arena, Финикс, Аризона, США                       | KO1 (10) 2:25   | |
| 10  | 10(9)-0  | Лёгкая             | 27 августа 1993   | 20 лет 6 месяцев и 23 дня    | Ангело Нунез (10-4-3)          | 26 лет 5 месяцев и 10 дней   | Beverly Wilshire Hotel, Беверли-Хиллз, Калифорния, США         | RTD4 (10) 3:00  | Бой остановлен из-за рассечения. |
| 9   | 9(8)-0   | Лёгкая             | 14 августа 1993   | 20 лет 6 месяцев и 10 дней   | Ренальдо Картер (27-4-1)       | 24 года 1 месяц и 10 дней    | Casino Magic, залив Сент-Луис, Миссисипи, США                  | TKO6 (10) 2:10  | |
| 8   | 8(7)-0   | Лёгкая             | 7 июня 1993       | 20 лет 4 месяца и 3 дня      | Трой Дорси (13-7-4)            | 30 лет 6 месяцев и 19 дней   | Thomas & Mack Center, Лас-Вегас, Невада, США                   | RTD1 (10) 3:00  | Бой остановлен из-за рассечения. |
| 7   | 7(6)-0   | Лёгкая             | 8 мая 1993        | 20 лет 3 месяца и 4 дня      | Франк Авелар (15-3)            | 23 года 11 месяцев и 26 дней | Caesars Tahoe, Circus Maximus Showroom, Стейтлайн, Невада, США | TKO4 (10) 2:00  | |
| 6   | 6(5)-0   | Лёгкая             | 6 апреля 1993     | 20 лет 2 месяца и 2 дня      | Майк Грабли (13-1-2)           | 23 года 4 месяца и 14 дней   | War Memorial Auditorium, Рочестер, Нью-Йорк, США               | UD8 (8)         | Грабли в нокдауне во 2 раунде. Грабли в нокдауне в 4 раунде. Грабли в нокдауне в 8 раунде. 80-62 80-63 80-69. |
| 5   | 5(5)-0   | Лёгкая             | 13 марта 1993     | 20 лет 1 месяц и 9 дней      | Джефф Мейвезер (23-2-2)        | 28 лет 8 месяцев и 9 дней    | Hilton Hotel, Лас-Вегас, Невада, США                           | TKO4 (8) 1:35   | |
| 4   | 4(4)-0   | Первая полусредняя | 6 февраля 1993    | 20 лет и 2 дня               | Кёртис Стронг (14-6-2)         | 26 лет 10 месяцев и 17 дней  | Sports Arena, Сан-Диего, Калифорния, США                       | TKO4 (6) 1:40   | |
| 3   | 3(3)-0   | Лёгкая             | 3 января 1993     | 19 лет 10 месяцев и 30 дней  | Парис Александер (15-6-2)      | 28 лет 5 месяцев и 19 дней   | Hollywood Palladium, Голливуд, Калифорния, США                 | TKO2 (6) 1:52   | |
| 2   | 2(2)-0   | Лёгкая             | 12 декабря 1992   | 19 лет 10 месяцев и 8 дней   | Клиффорд Хикс (13-6)           | 28 лет 9 месяцев и 16 дней   | America West Arena, Финикс, Аризона, США                       | KO1 (6) 1:15    | |
| 1   | 1(1)-0   | Лёгкая             | 23 ноября 1992    | 19 лет 9 месяцев и 19 дней   | Ламар Вильямс (5-1-1)          | 24 года 1 месяц и 13 дней    | Great Western Forum, Инглвуд, Калифорния, США                  | KO1 (6) 1:42    | |
| Бой | Рекорд   | Весовая категория  | Дата              | Возраст                      | Соперник                       | Возраст соперника            | Место боя                                                      | Результат       | Данные о бое |

## Семья
Диего Де Ла Хойя — двоюродный брат. Мексиканский боксёр, чемпион Мексики (2011) среди любителей.